# The Video Collection
The Video Collection — сборник видеоклипов американской R&B-певицы Анастейши, выпущенный 2 декабря 2002 года в формате DVD. Удостоился противоречивых отзывов музыкальной прессы.

## О сборнике
The Video Collection включает в себя 10 клипов Анастейши и разнообразные дополнительные материалы: биографию, фотогалерею, истории создания четырёх видеороликов, нарезку из концертных выступлений и интервью певицы, а также немного перемонтированные клипы двух ремикшированных хитов — «I’m Outta Love (Hex Hector Radio Mix)» и «Not That Kind (Kerri Chandler Mix)».
Среди представленных на The Video Collection роликов доминируют экранизации синглов из первых двух альбомов Анастейши, Not That Kind (2000) и Freak of Nature (2001), причём клип на песню «One Day in Your Life» представлен в двух версиях — международной и североамериканской. Также в сборник была включена визуализация сингла «Boom» —  официальной песни Чемпионата мира по футболу 2002.

## Приём
| Оценки критиков | Оценки критиков |
| Источник        | Оценка          |
| --------------- | --------------- |
| Play            | [ 1 ]           |
| «Ровесник»      | РР+             |

The Video Collection удостоился противоречивых откликов музыкальных критиков.
Обозреватель журнала Play Денис Шлянцев оценил сборник на 4 балла из 5 и снабдил рецензию пометкой «Play рекомендует». Согласно Шлянцеву, The Video Collection предоставляет «даже неискушённому зрителю» возможность проследить, как менялось визуальное исполнение промороликов Анастейши от дебютной видеоработы «I’m Outta Love», снятой «в весьма банальной манере „все зажигают на шикарной дискотеке“», к «всё более изощрённым» клипам на синглы из альбома Freak of Nature. Рецензент также отметил, что просмотр видеосборника вполне способен сподвигнуть зрителей на то, чтобы начать с нетерпением ждать новых песен певицы.
Противоположную точку зрения высказал Сергей Кастальский, выставивший The Video Collection в журнале «Ровесник» оценку в 2 балла с плюсом из 5. Оговорившись, что к «певице Анастейше нет и не может быть никаких претензий», Кастальский критически оценил видеоклипы исполнительницы. По мнению автора, представленные на сборнике ролики являются пресными, шаблонными и неизобретательными: «Вырванные из контекста концертные вставки, стоп-кадры певицы с открытым ртом <...>, отменная мускулатура брюшного пресса и пара-тройка девочек на подпевках — и это называется клип?!»
В 2004 году сборник получил «золотую» сертификацию от немецкой Федеральной ассоциации музыкальной индустрии за 25 тысяч реализованных экземпляров.

## Список композиций
| №   | Название                                       | Автор(ы)                                                         | Режиссёр       | Длительность |
| --- | ---------------------------------------------- | ---------------------------------------------------------------- | -------------- | ------------ |
| 1.  | «I’m Outta Love»                               | Анастейша, Луи Бьянканьелло, Сэм Уоттерс                         | Найджел Дик    |              |
| 2.  | «Not That Kind»                                | Анастейша, Уил Уитон, Марвин Янг                                 | Марк Уэбб      |              |
| 3.  | «Cowboys & Kisses»                             | Анастейша, Чарли Пенначио, Jive                                  | Найджел Дик    |              |
| 4.  | «Made For Lovin’ You»                          | Анастейша, Бьянканьелло, Уоттерс                                 |                |              |
| 5.  | «Paid My Dues»                                 | Анастейша, Ламенга Кафи, Грег Лоусон, Деймон Шарп                | Лиз Фридлендер |              |
| 6.  | «One Day in Your Life (U.S. Version)»          | Анастейша, Бьянканьелло, Уоттерс                                 | Дэйв Мейерс    |              |
| 7.  | «One Day in Your Life (International Version)» | Анастейша, Бьянканьелло, Уоттерс                                 | Мейерс         |              |
| 8.  | «Boom»                                         | Анастейша, Глен Баллард                                          | Маркос Сига    |              |
| 9.  | «Why’d You Lie to Me»                          | Анастейша, Деймон Батлер, Канела Кокс, Лоусон, Трей Паркер, Шарп | Майк Липскомб  |              |
| 10. | «You’ll Never Be Alone»                        | Анастейша, Бьянканьелло, Уоттерс                                 | Липскомб       |              |
| 11. | «End Credits»                                  |                                                                  |                |              |

| №   | Название                                | Длительность |
| --- | --------------------------------------- | ------------ |
| 12. | «Biography»                             |              |
| 13. | «Photo Gallery»                         |              |
| 14. | «The Making of “One Day In Your Life”»  |              |
| 15. | «The Making of “Boom”»                  |              |
| 16. | «The Making of “Why’d You Lie to Me”»   |              |
| 17. | «The Making of “You’ll Never Be Alone”» |              |
| 18. | «Who Is Anastacia?»                     |              |
| 19. | «I’m Outta Love (Remix – Music Video)»  |              |
| 20. | «Not That Kind (Remix – Music Video)»   |              |